# Yonex
Yonex (jap. ヨネックス株式会社 Yonekkusu Kabushiki-gaisha) – japońska firma specjalizująca się w produkcji sprzętu do badmintona, tenisa oraz golfa.
Lotki firmy Yonex są używane podczas licznych imprez badmintonowych na świecie. Yonex jest obecnie uznawany za dominującą korporację rynku badmintonowego, sponsoruje Otwarte dla Wszystkich Mistrzostwa Badmintona Anglii i jest jednym z naczelnych partnerów Międzynarodowej Federacji Badmintona (IBF), organizującej doroczne IBF World Championships.

## Rakiety Yonex

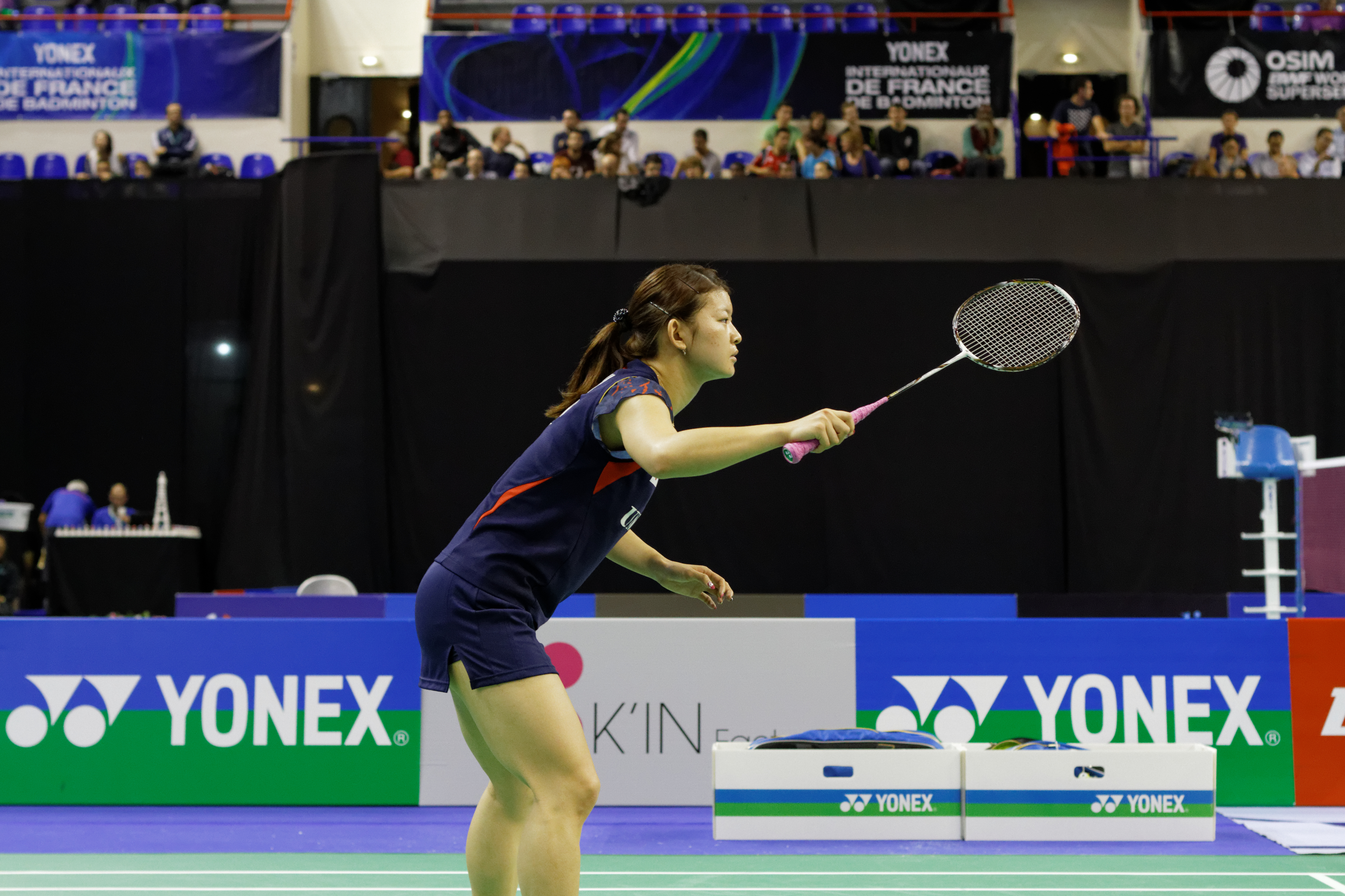

### Seria Isometric
- Isometric 22 VF

### Seria Carbonex
- Carbonex-30MS
- Carbonex-20
- Carbonex-10MS
- Carbonex-6000
- Carbonex-7000
- Carbonex-8000

### Seria Armortec
- Armortec 150
- Armortec 250
- Armortec 300
- Armortec 500
- Armortec 700
- Armortec 700 Limited
- Armortec 800 DE/OF
- Armortec 900 Power
- Armortec 900 Technique
- Armortec Limited Edition

### Seria ArcSaber
- ArcSaber 10
- ArcSaber 9
- ArcSaber 7
- ArcSaber 5
- ArcSaber 8XD
- ArcSaber 008
- ArcSaber 100 Limited Edition

### Seria Muscle Power
- Muscle Power 3
- Muscle Power 5
- Muscle Power 7
- Muscle Power 10 LT
- Muscle Power 15 LT
- Muscle power 19 LT
- Muscle Power 22
- Muscle Power 23
- Muscle Power 24
- Muscle Power 25
- Muscle Power 27
- Muscle Power 28
- Muscle Power 30
- Muscle Power 33
- Muscle Power 44
- Muscle Power 55
- Muscle Power 66
- Muscle Power 77
- Muscle Power 80/88
- Muscle Power 90/99
- Muscle Power 100

### Seria Nanospeed
- Nanospeed 500
- Nanospeed 850
- Nanospeed 4500
- Nanospeed 6000
- Nanospeed 7000
- Nanospeed 7700
- Nanospeed 8000
- Nanospeed 9000 Type S
- Nanospeed 9000 Type X
- Nanospeed 9900

### Seria Titanium
- Titanium Swing Power
- Titanium-3
- Titanium-3 Light

## Sponsoring

### Sportowcy sponsorowani przez Yonex
- Hubert Hurkacz (tenis)
- Caroline Wozniacki (tenis)
- Ana Ivanović (tenis)
- Mario Ančić (tenis)
- Howard Bach (badminton)
- Lin Dan (badminton)
- Elena Dementieva (tenis)
- Jens Eriksen (badminton)
- Peter Gade (badminton)
- Martin Lundgaard Hansen (badminton)
- Roslin Hashim (badminton)
- Taufik Hidayat (badminton)
- Lleyton Hewitt (tenis)
- Zhang Jiewen (badminton)
- Joachim Johansson (tenis)
- Gao Ling (badminton)
- Magdalena Maleewa (tenis)
- Camilla Martin (badminton)
- Colin Montgomerie (golf)
- David Nalbandian (tenis)
- Zhang Ning (badminton)
- Marcelo Ríos (tenis)
- Casper Ruud (tenis)[1]
- Lee Dong-soo (badminton)
- Paradorn Srichaphan (tenis)
- Monica Seles (tenis)
- Huang Sui (badminton)
- Yang Wei (badminton)

Uwaga: Powyższa lista zawiera sportowców sponsorowanych obecnie i dawniej.